# Jan Christen
Jan Christen (Leuggern, 26 de junio de 2004) es un ciclista suizo que milita en el equipo UAE Team Emirates XRG.

## Trayectoria

### Juventud y formación
Desde 2020, Jan domina las categorías juveniles de su país. En 2021, en su primer año como júnior (17/18 años), ganó una etapa del Tour du Valromey y ganó cuatro campeonatos suizos: contrarreloj en ruta, omnium en pista, cross-country en bicicleta de montaña y ciclo. Durante la temporada 2022 defendió con éxito sus títulos de ruta, mountain bike y ciclocross. A nivel internacional, se proclamó campeón del mundo júnior de ciclocross en enero, tras un sprint a tres bandas en Fayetteville (Estados Unidos). En la carretera, ganó el Tour del País de Vaud en casa, una ronda de la Copa de Naciones Junior y se proclamó campeón de Europa junior en ruta en solitario en julio. En agosto ganó una medalla de plata en el mundial juvenil de cross-country, su tercera medalla en campeonatos internacionales.
Debido a su éxito en diversas disciplinas ciclistas, se le consideró un talento prometedor y se le comparó con Tom Pidcock. Quiere centrarse en una carrera en carretera y, al mismo tiempo, permanecer activo en el ciclocross y el ciclismo de montaña el mayor tiempo posible. En mayo de 2022, cuando aún no tenía 18 años y todavía competía entre los juveniles, firmó un contrato de cinco años con el equipo UCI WorldTeam UAE Team Emirates. Sin embargo, inicialmente se unió al equipo continental estadounidense Hagens Berman Axeon durante la temporada 2023 para ganar experiencia y poder correr carreras en el calendario sub-23, en particular el Tour del Porvenir que quería ganar. En su primera carrera, quedó segundo en el Trofej Umag-Umag Trophy, una carrera del UCI Europe Tour donde fue derrotado por Adam Ťoupalík. El 15 de abril llegó para vencer en la Lieja-Bastoña-Lieja sub-23, donde acabó octavo. En mayo ganó en solitario la séptima etapa del Giro Next Gen. El 1 de agosto de 2023 se incorporó oficialmente al equipo UAE Emirates.

### Carrera profesional

#### 2024
Tras algunas carreras disputadas con el primer equipo a partir de 2023, incluida la Bretagne Classic, inició su temporada 2024 con la Vuelta a la Comunidad Valenciana, en la que finalizó 44.º pero con un top 10 en la última etapa. Obtuvo su primer puesto de honor a finales de febrero, en el Trofeo Laigueglia, terminando 5.º, pero siendo el último en seguir al ganador, Lenny Martinez. Unos días más tarde acabó segundo en Milán-Turín, superado por Alberto Bettiol pero superando a su compatriota Marc Hirschi.
Compitió en sus primeras carreras por etapas a mitad de temporada, en particular las de Suiza: el Vuelta a Suiza, en el que finalizó 30.º y el Tour de Romandía, en el que finalizó 31.º. También participó en sus primeras clásicas, logrando puestos de honor para un joven de 19 años, finalizando 15.º en Gran Premio de Fráncfort y 30.º en la Amstel Gold Race. Sin embargo, encontró la victoria en abril durante el Giro de los Abruzzos, donde ganó la 2.ª etapa, consiguiendo el maillot de líder, pero finalmente cayó en el 12.º puesto.
El verano sonrió a Jan: primero 3.º en el campeonato suizo de contrarreloj, solo superado por los experimentados Stefan Küng y Stefan Bissegger, ganó el Giro de los Apeninos el 14 de julio con casi un minuto de ventaja, y nuevamente el 25 de julio en Clásica de Ordizia, por delante de Vincenzo Albanese y Pau Miquel.

## Palmarés
2023
- 1 etapa del Giro Next Gen

2024
- 1 etapa del Giro de los Abruzzos
- 3.º en el Campeonato de Suiza Contrarreloj
- Giro de los Apeninos
- Clásica de Ordizia
- 3.º en el Campeonato Mundial Contrarreloj sub-23

2025
- Trofeo Calviá
- 1 etapa de la Vuelta al Algarve

## Resultados

### Vueltas menores
| Carrera | Carrera          | 2023 | 2024 |
| ------- | ---------------- | ---- | ---- |
|         | Tour de Romandía | —    | 31.º |
|         | Vuelta a Suiza   | —    | 30.º |

—: No participa

Ab.: Abandona

X: No se disputó

### Clásicas y Campeonatos
| Carrera               | Carrera               | 2023 | 2024 | 2025 |
| --------------------- | --------------------- | ---- | ---- | ---- |
| Strade Bianche        | Strade Bianche        | —    | Ab.  | —    |
| Amstel Gold Race      | Amstel Gold Race      | —    | 30.º | —    |
| Flecha Valona         | Flecha Valona         | —    | —    | 13.º |
| Clásica San Sebastián | Clásica San Sebastián | —    | 9.º  | 2.º  |
| Suiza en Ruta         | Suiza en Ruta         | —    | 11.º | 5.º  |
| Suiza Contrarreloj    | Suiza Contrarreloj    | —    | 3.º  | —    |

—: No participa

Ab.: Abandona

## Equipos
- Hagens Berman Axeon (2023)[17]
- UAE Team Emirates (2023-)
  - UAE Team Emirates (2023-2024)
  - UAE Team Emirates XRG (2025-)